# Brissy-Hamégicourt
Brissy-Hamégicourt è un comune francese di 652 abitanti situato nel dipartimento dell'Aisne della regione dell'Alta Francia.

## Società

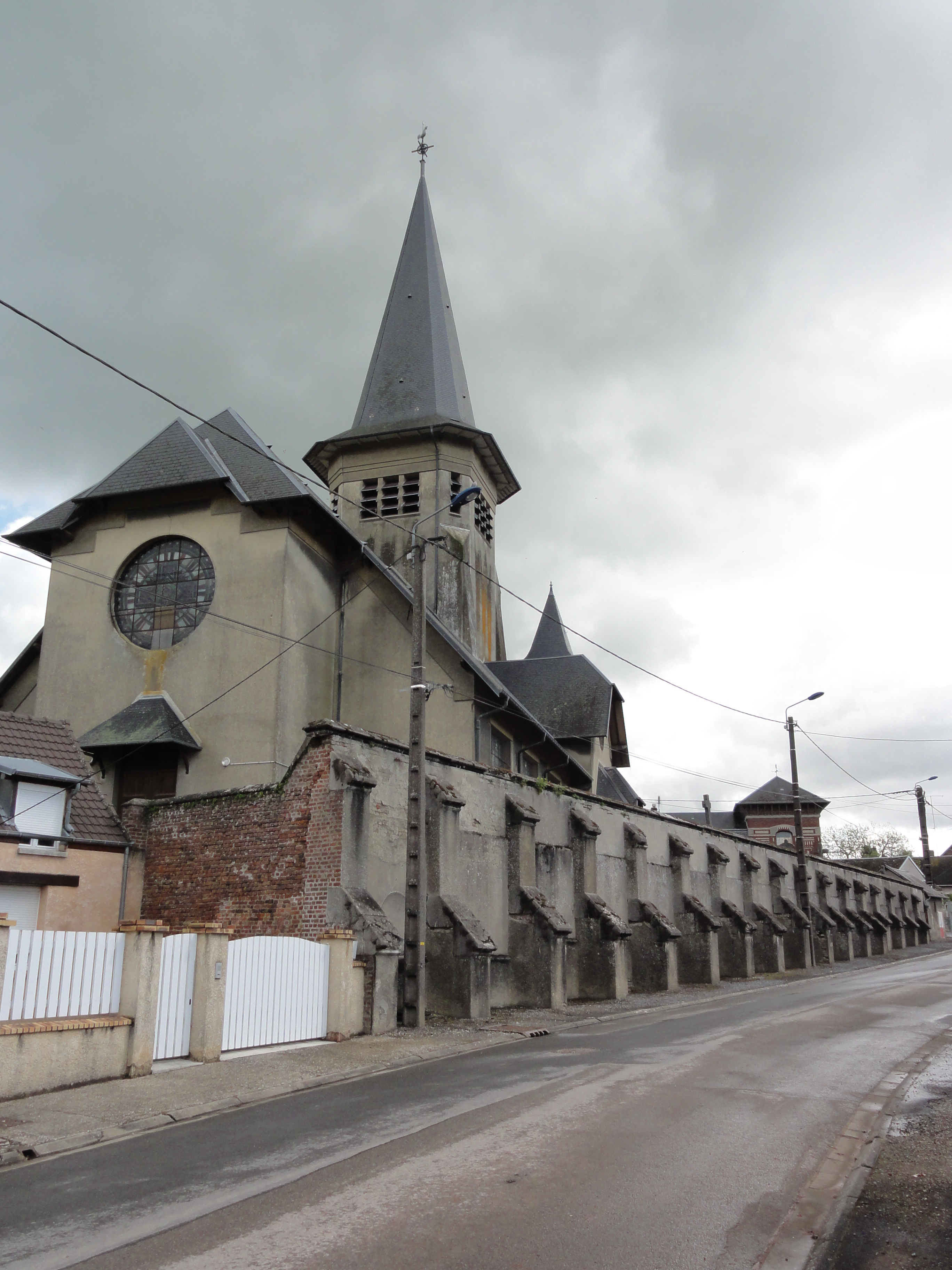
La chiesa di San Massenzio a Brissy
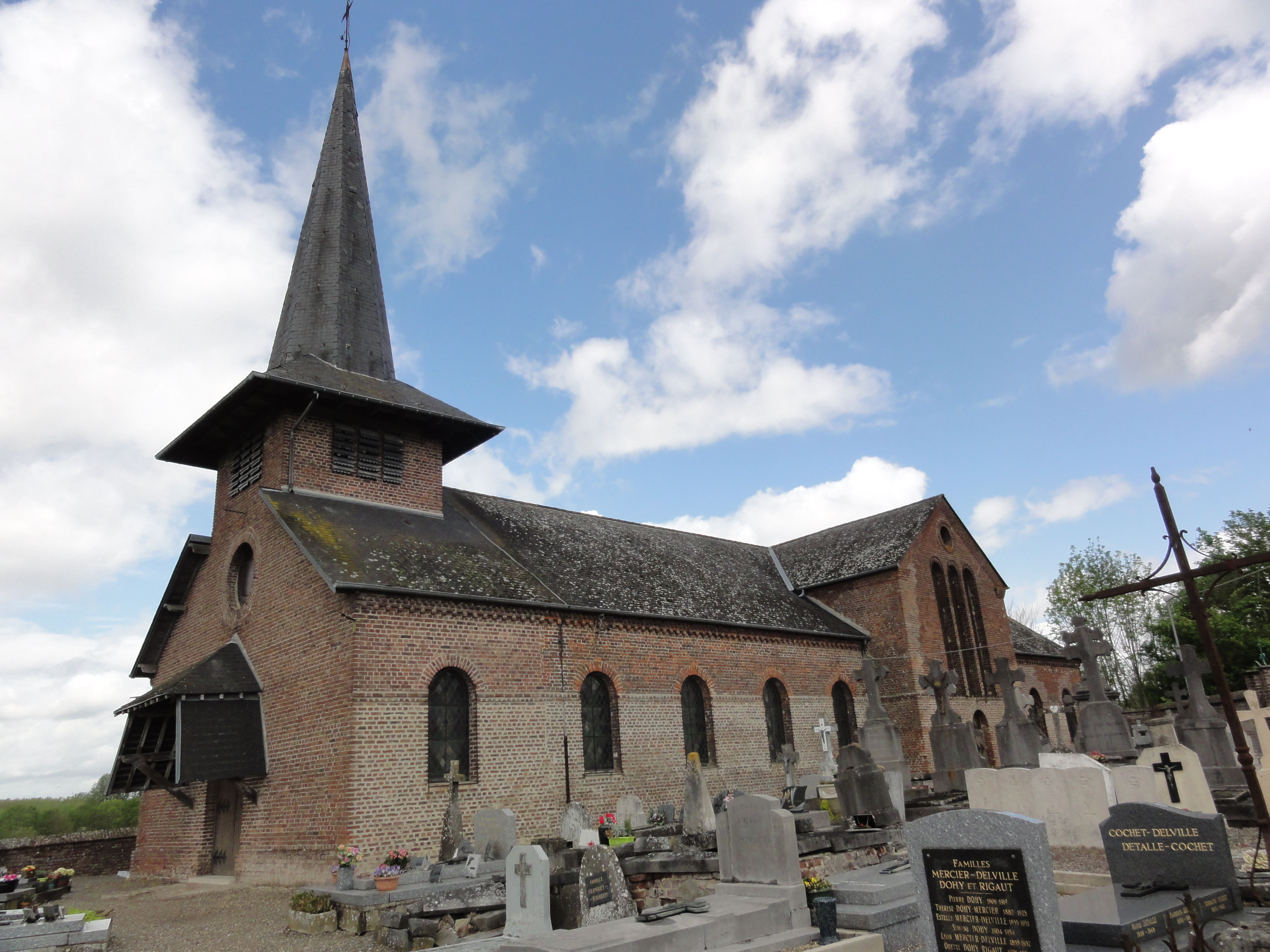
La chiesa di San Benedetto
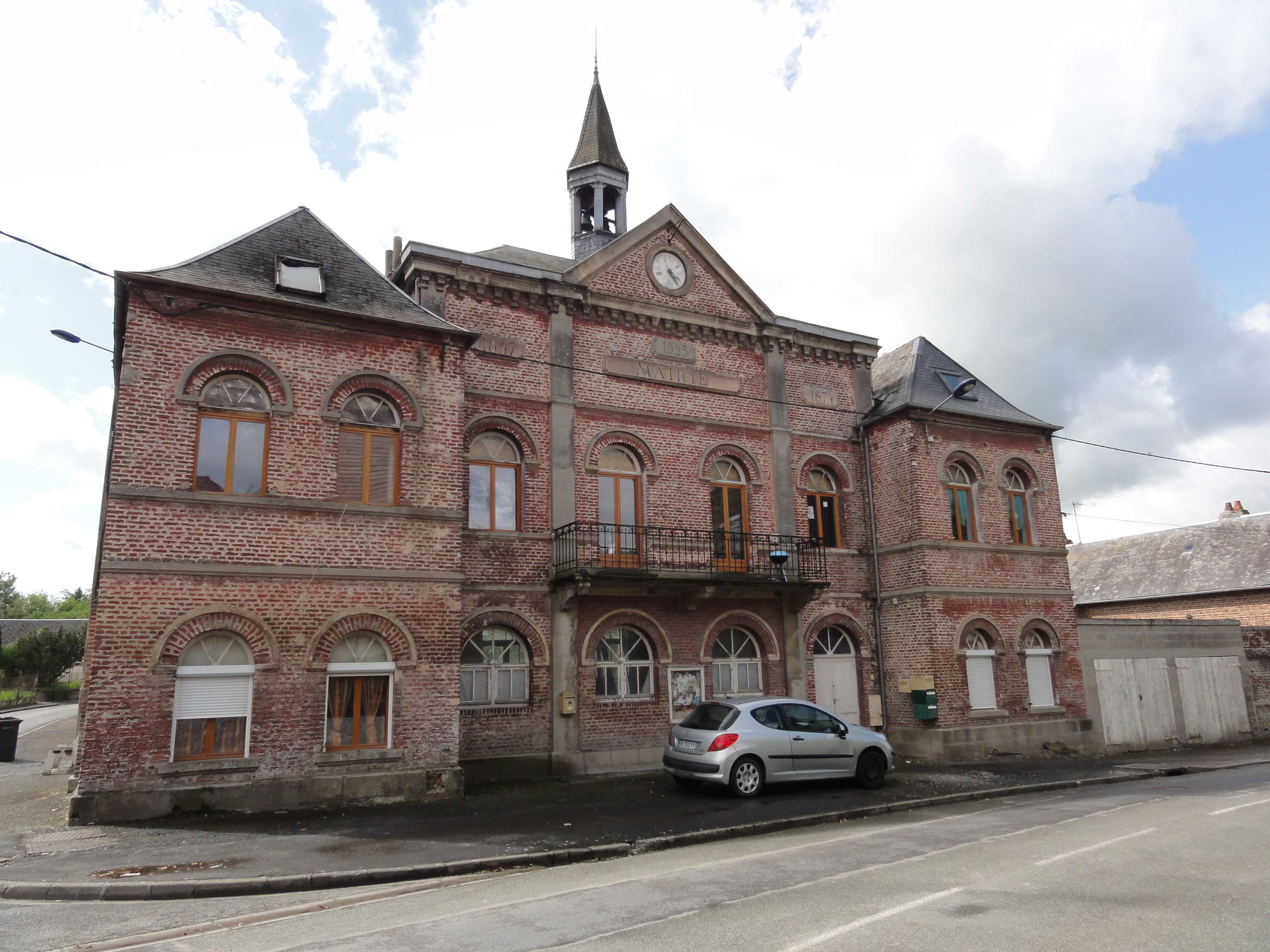
Vecchio municipio (Hamégicourt)

### Evoluzione demografica
Abitanti censiti